# Municipio de Thayer (Misuri)
El municipio de Thayer (en inglés: Thayer Township) es un municipio ubicado en el condado de Oregon en el estado estadounidense de Misuri. En el año 2010 tenía una población de 3975 habitantes y una densidad poblacional de 18,36 personas por km².

## Geografía
El municipio de Thayer se encuentra ubicado en las coordenadas 36°33′42″N 91°31′56″O / 36.56167, -91.53222. Según la Oficina del Censo de los Estados Unidos, el municipio tiene una superficie total de 216.49 km², de la cual 216.43 km² corresponden a tierra firme y (0.03%) 0.06 km² es agua.

## Demografía
Según el censo de 2010, había 3975 personas residiendo en el municipio de Thayer. La densidad de población era de 18,36 hab./km². De los 3975 habitantes, el municipio de Thayer estaba compuesto por el 97.26% blancos, el 0.1% eran afroamericanos, el 0.78% eran amerindios, el 0.23% eran asiáticos, el 0.03% eran isleños del Pacífico, el 0.15% eran de otras razas y el 1.46% pertenecían a dos o más razas. Del total de la población el 1.16% eran hispanos o latinos de cualquier raza.